# Buffalo Center
Buffalo Center is een plaats (city) in de Amerikaanse staat Iowa, en valt bestuurlijk gezien onder Winnebago County.

## Demografie
Bij de volkstelling in 2000 werd het aantal inwoners vastgesteld op 963. In 2006 is het aantal inwoners door het United States Census Bureau geschat op 885, een daling van 78 (-8,1%).

## Geografie
Volgens het United States Census Bureau beslaat de plaats een oppervlakte van 2,8 km², geheel bestaande uit land. Buffalo Center ligt op ongeveer 363 m boven zeeniveau.

## Plaatsen in de nabije omgeving
De onderstaande figuur toont nabijgelegen plaatsen in een straal van 20 km rond Buffalo Center.